# Dóžovo povstání
Dóžovo povstání (též jako „Uherská selská válka“, slovensky Povstanie Juraja Dóžu nebo Uhorská roľnícka vojna) bylo velké povstání prostého lidu proti šlechtě v Uhersku v dubnu až červenci roku 1514, které vzniklo z neúspěšně organizované křižácké výpravy.
9. dubna ostřihomský arcibiskup Tomáš Bakóca v Budíně z pověření papeže Lva X. slavnostně vyhlásil svolání křížové výpravy proti Osmanské říši, která na počátku 16. století ohrožovala Uhersko. Účastníci výpravy měli dostat odpustky. Jelikož uherská šlechta neměla o účast zájem, tvořily 40tisícové vojsko, které se sešlo v květnu v Budíně, chudé vrstvy (rolníci, studenti, městská chudina a podobně) nazývané tehdy kuruci. V čele vojska stál sedmihradský zeman Jiří Dóža, protože se nenašel uherský magnát, který by se tohoto úkolu ujal.
Jelikož uherská šlechta byla proti této výpravě a nemínila omluvit nepřítomnost poddaných na svých statcích, vyvolali kuruci v polovině května občanskou válku proti pánům, spojenou s vypalováním hradů a zabíjením šlechticů. Její centrum bylo v dnešním Maďarsku, bojovalo se i na Východním Slovensku a v Bratislavě.

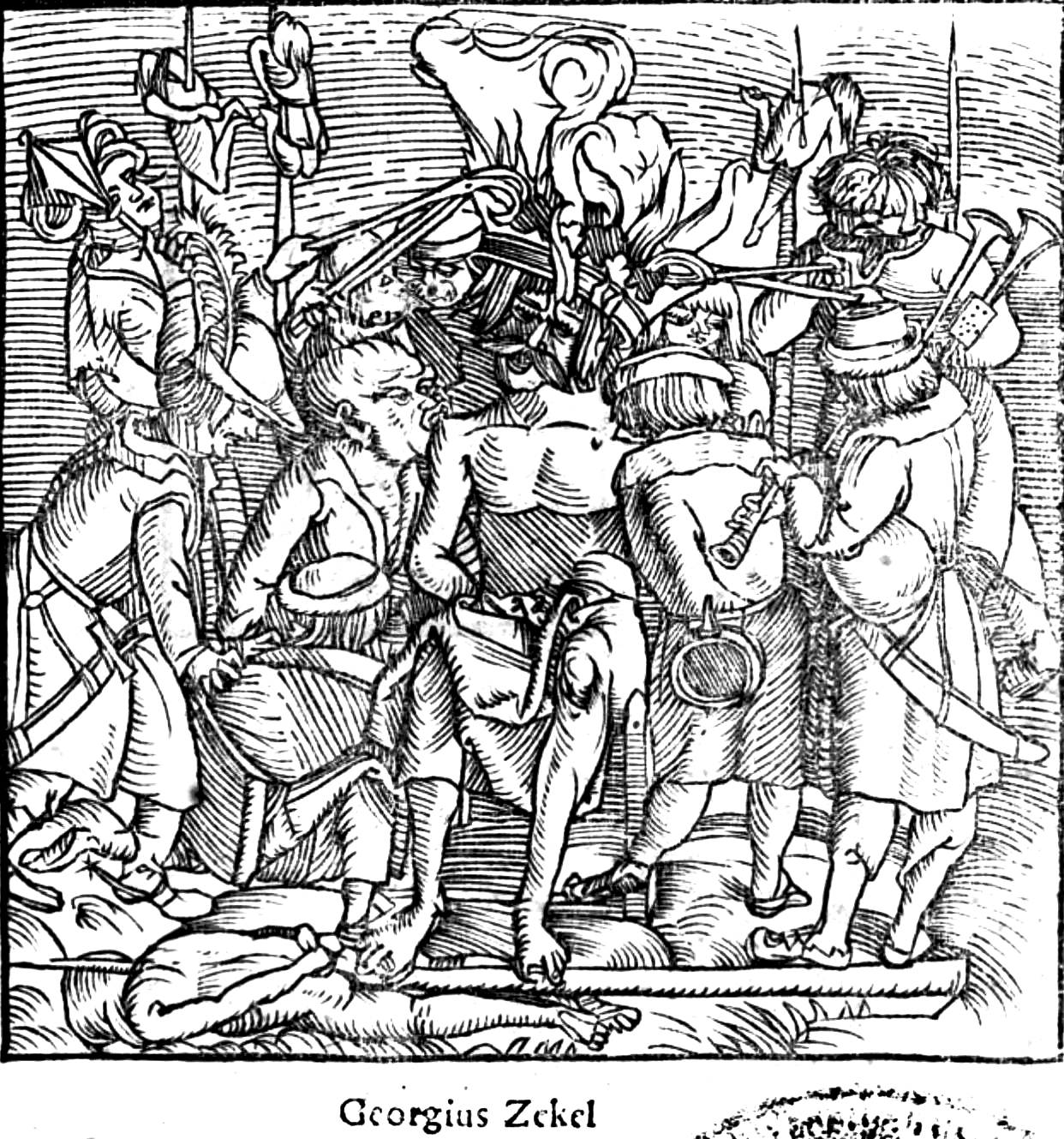
Poprava Jiřího Dóži na dobové rytině)

V červenci kuruci obsadili uherské nížiny a části Sedmihradska. 15. července uherští magnáti, zejména Jan Zápolský a Štěpán Báthory, hlavní sílu povstalců porazili a Dószu zajali. Zbytky povstalců pod vedením kněze Lörince Meszárose ustoupily do Sedmihradska, i tam je ale koncem července dostihly a porazily magnátské oddíly.
Jiří Dóža byl jako vůdce odsouzen k smrti a drastickým způsobem popraven v Temešváru. Nejprve byl veřejně mučen, korunován rozžahvenou železnou korunou jako "rolnický král" a upálen na hranici, asi o měsíc později pak byl v Kluži upálen jako kacíř i Mesczáros. 50 000 povstalců bylo zabito a pověšeno nebo nabodáno na kůly. Především však bylo uherským sněmem 10. října 1514 vyhlášeno nevolnictví (kodifikované i v Tripartitě).